# کارتاشفکا
کارتاشفکا (به لاتین: Kartashevka) یک منطقهٔ مسکونی در روسیه است که در باشقیرستان واقع شده‌است.